# Torre Romana

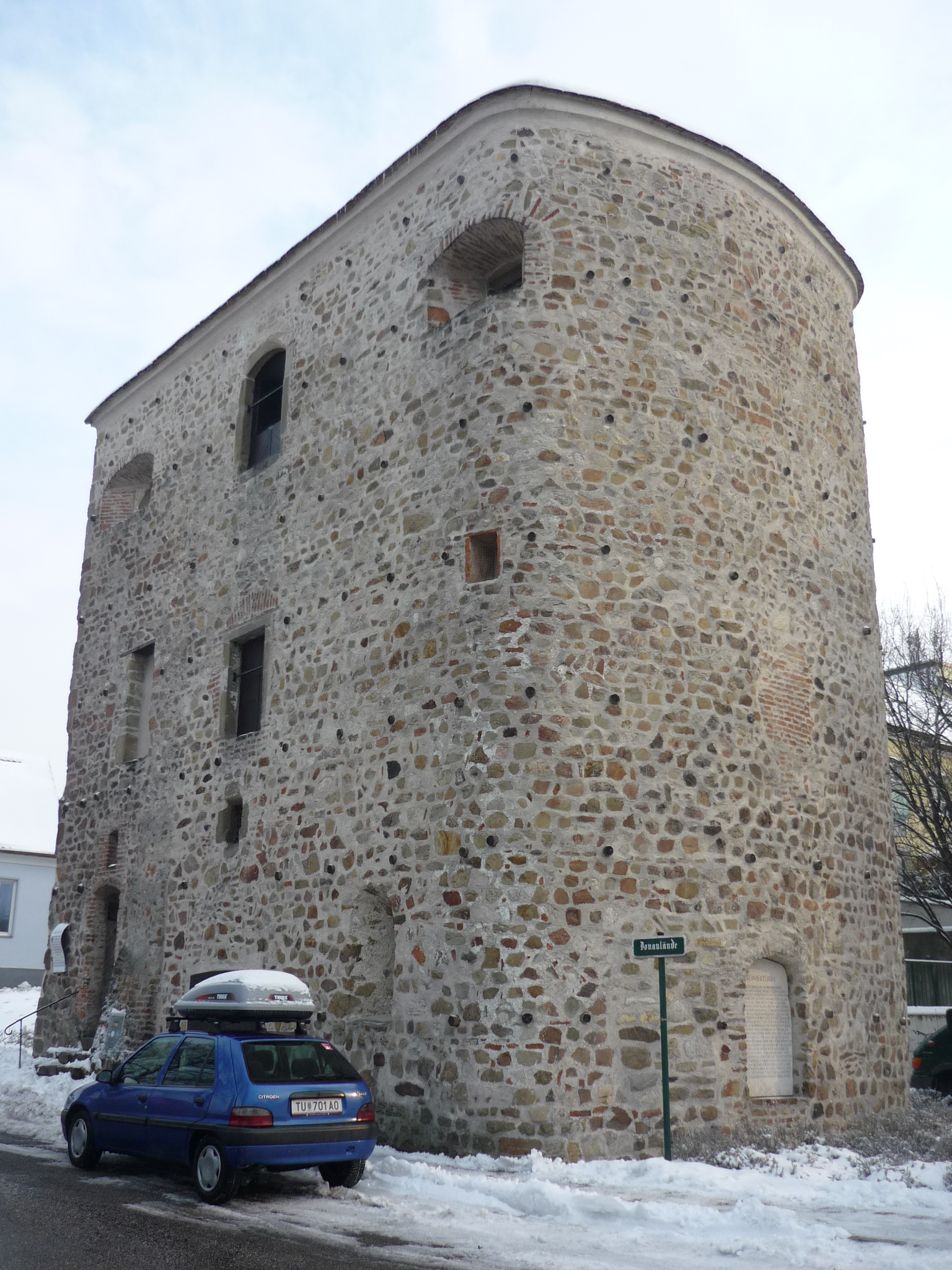
La Torre Romana di Tulln an der Donau

La Torre Romana (Römerturm) è una torre a forma di ferro di cavallo che si trova nella città austriaca di Tulln an der Donau, in Bassa Austria. È addossata al lato occidentale dell'antico forte ausiliario romano di Comagena, che faceva parte della provincia romana del Norico, ed è databile intorno al IV secolo; rappresenta quindi una fase di espansione del forte successiva alla sua fondazione (I secolo).
Nel Medioevo, la Torre serviva per proteggere l'approdo sul Danubio, ma in seguito, venne  utilizzata come arsenale e deposito di sale per la città (da qui l'altro nome di "Torre del sale", Salzturm). Dal 1929 al 1967, fu luogo di culto per una comunità religiosa. Oggi è la sede dell'associazione studentesca "Comagena".
Durante la ristrutturazione della Torre, nel 1984, fu confermata l'originalità delle mura, dalle fondamenta fin quasi al tetto; pertanto, questa torre, oltre a essere uno degli edifici più antichi dell'Austria, rientra tra i pochi edifici romani interamente conservati a nord delle Alpi.
Nel 1989 una serie di scavi nel cortile interno della scuola secondaria della Wienerstraße, presso la Torre, portò alla luce altre fortificazioni romane. Emerse infatti un passaggio pedonale, largo circa 2,60 m ed alto 1,80 m, dalle mura della fortezza alla torre vera e propria. Anche questo passaggio pedonale appartiene alla fase espansiva di Comagena della seconda metà del IV secolo.